# 4月27日 (旧暦)
旧暦4月27日は旧暦4月の27日目である。六曜は赤口である。

## できごと
- 推古天皇7年（ユリウス暦599年5月26日）- 日本書紀に現れる日本最古の被害記録が残る地震である推古地震が起きる。
- 寛平元年（ユリウス暦889年5月30日） - 仁和より寛平に改元
- 寛和元年（ユリウス暦985年5月19日） - 永観より寛和に改元
- 保延元年（ユリウス暦1135年6月10日） - 長承より保延に改元
- 保元元年（ユリウス暦1156年5月18日） - 後白河天皇の即位のため、久寿より保元に改元
- 治承4年（ユリウス暦1180年5月23日） - 伊豆・蛭ヶ小島に流されていた源頼朝が、叔父の行家から以仁王の平家追討令旨を伝えられる
- 正治元年（ユリウス暦1199年5月23日） - 土御門天皇の即位に伴い正治に改元
- 建永元年（ユリウス暦1206年6月5日） - 元久より建永に改元
- 正慶2年/元弘3年（ユリウス暦1333年6月10日） - 倒幕挙兵討伐の為に丹波に入っていた足利尊氏が、後醍醐天皇に応じて倒幕を決意し挙兵
- 康永元年/興国3年（ユリウス暦1342年6月1日） - 北朝が暦応より康永に改元
- 正長元年（ユリウス暦1428年6月10日） - 称光天皇の代始めにより、応永から正長に改元
- 明治元年（閏4月）（グレゴリオ暦1868年6月17日） - 五箇条の御誓文に基づき政体書を頒布

## 誕生日
- 正徳6年（グレゴリオ暦1716年6月16日） - 細川宗孝、第5代熊本藩主（+ 1747年）

## 忌日
- 寛永2年（グレゴリオ暦1625年6月2日） - 毛利輝元[1]、武将（* 1553年）

## 記念日・年中行事
- 駒牽（小の月の場合）